# زیتین-کوش
زیتین-کوش (اوکراینی: Зейтін-Кош) یک کوه در شبه‌جزیره کریمه است.